# Susquehannock Indijanci
Susquehannock (Susquehanna, Conestoga) /"people of the Muddy River",/ pleme i plemenski savez Iroquoian Indijanaca naseljenih u 17. i 18. stoljeću duž rijeke Susquehanna u američkim državama New York, Pennsylvania i Maryland. Posljednje preživjele pobili su bijelci 1763.

## Ime
Točno značenje imena Susquehanna nije ustanovljeno, a drugi naziv Conestoga (od kanastóge) hjuronski je prijevod delaware oblika Susquehanna. Ovo ime sastoji se od dvije riječi ‘susque’ i ‘hanna’. U algonquianskom  ‘hanna’ znači ‘stream’ ili ‘river’, a ‘susque’ long reach.  Značenje je provizormo, i prevodi se kao ‘the long reach river’, ‘lone crooked river’, ‘Muddy River’; odnosno "people of the Muddy River." Ostali nazivi za njih bili su Andaste, Andastoerrhonon (Irokezi)White Minqua, Andastaka, Andasto, Atrakwer, Gandatogué, Mengwe, Menquay, Mincku i Minque ili Minqua ("stealthy" ili "treacherous." Ime od Delaware Indijanaca koje su koristili i Nizozemci i Šveđani), Pocoughtaonack ili Bocootawwanauke, kod Powhatana.

## Jezik
Jezik susquehanna član je porodice Iroquoian.

## Plemena
Savez Susquehanna, smatra Lee Sultzman, sastojao se od najmanje 5 plemena. Hewitt (u Hodge, 1910.) navodi da su Wyoming, kod sadašnjeg Wyominga u okrugu Luzerne, jedno od ovih plemena. Drugo je po svoj prilici bilo pleme Wysox, vjerojatno u okrugu Bradford, s malenog pritoka Susquehanne. Kao "nations," u Pennsylvaniji spominju se nazivi Ohongeeoquena, Unquehiett, Kaiquariegahaga, Usququhaga i Seconondihago.

## Sela
Champlain navodi da je bilo preko 20 sela, od kojih se jedno, Carantouan, nalazilo u New Yorku, na mjestu sadašnjeg Waverlyja. Neki od ovih naziva mogla biti nazivi plemena: Akhrakouaeronon (Akhrakouaehronon, Atrakwaeronnon) imali su selo Atrakwaye, Akwinoshioni, Atquanachuke, Attaock, Carantouan, Cepowig, Junita (Ihonado), Kaiquariegehaga, Ohongeoguena (Ohongeeoquena), Oscalui, Quadroque, Sasquesahanough, Sconondihago (Seconondihago ili Skonedidehaga), Serosquacke, Takoulguehronnon, Tehaque, Tesinigh, Unquehiett, Usququhaga, Utchowig, Wyoming i Wysox.

## Povijest
John Smith koji je prvi čuo o njima s naziva ih Sasquesahannocks ili Sasquesahanough. Njihova rana populacija (1600) iznosila je izmđi 5,000 i 7,000, da bi 1700. spala na 300. Cijela njihova povijest je tijekom 17. stoljeća prepuna ratova koje vode protiv Irokeza i drugih plemena. Godine 1610. napadaju na Powhatane a 1626 na Delawarce. Uspostavljanjem trgovine s Nizozemcima 1630., dobro su se naoružali. Trguju i s William Claiborneom, engleskim pionirom i trgovcem koji je (1631) utemeljio trgovački postaju na Kent Islandu u Chesapeake Bayu, a i s Englezima u Virginiji, Nizozemcima na Delaware Bayu i Francuzima u Kanadi. Guverner Marylanda proglašava ih 1642. neprijateljima kolonije, ali tri godine kasnije (1645) uspostavljaju mir, pa svoju dominaciju šire na jug na rijeku Potomac, pa zarate 1649. s virginijskim puritancima u sjevernom Marylandu. Njihovi neprijatelji sa sjevera Mohawki i Oneide napadju ih 1651. nakon čega će sljedeće 1652. ugovorom prepustiti Marylandu donji tok Susquehanne. Dvije godine kasnije (1654) pogađaju ih i boginje, ali već sljedeće 1655. zarate se s plemenima Seneca, Cayuga i Onondaga i 1658. s plemenima zapadnih Irokeza. Izmoreni ratovima i novom epidemojim boginja 1661. njihov broj ratnika sveden je na svega 300. Irokezi koriste priliku pa uz pomoć Engleza napadaju 1663. na Susquehanne. Napokon se 1675. predaju Irokezima, a preživjeli se na poziv marylandskog guvernera naselila na gornji potomac. Pukovnik John Washingtona (pradjed Georgeov) iste ih godine napada s 1,000 vojnika. Indijanci se povlače na sjever gdje ih zatim napada marylandska milicija u blizini Columbie. Godine 1763. preživjelo ih je tek 20 Susquehanna, sve pokrštenih, koje su pobili viđilante blizu Millersvillea u Pennsylvaniji, grupa od preko 50 pripadnika skupine koja se nazivala Paxton Boys.

## Etnografija
O Susuehannama nije mnogo poznato. Kroz literaturu opisani su kao hrabar narod, veoma agresivan i ratoboran, imeperijalistički. Bili su gorki neprijatelji Irokeza. John Smith je bio impresioniran njihovom fizičkom pojavom, dubokim glasom i različitom zbirkom oružja kojim su raspolagali i u svojim kanuima napadali na Irokeze i Delaware, terorizirajući i Conoye, Nanticoke i Powhatane s Chesapeake Baya. 
Živjeli su u brojnim selima (preko 20) zaštićenim fortifikacijama duž rijeke Susquehanne i njezinim pritokama u Pennsylvaniji i New Yorku. Njihova politička i socijalna organizacija, misli Sultzman, bila je slična irokeškoj. Klanovi su bili matrilinearni. uz lov i ribolov na svojim poljima u blizini sela uzgajali su i tipične indijanske kulture, kukuruz, grah i tikve. Njima prijateljska plemena bili su neprijatelji Irokeza: Erie, Huroni i Neutralci.

## Vanjske poveznice
- Susquehanna Indian Tribe History
- Erika Quesenbery, A Tragic Story of the Splendid Susquehannocks
- Susquehannock History